# OH-Acidität
OH-Acidität ist in der Chemie die Neigung von Molekülen mit einer Hydroxyfunktion, an dieser zu dissoziieren und Anionen mit negativer Ladung am Sauerstoff zu bilden. Das abgespaltene Proton sorgt dabei für eine saure Reaktion durch die Bildung eines Oxonium-Ions. Aliphatische Alkohole zeigen generell nur eine geringe Bereitschaft, zu deprotonieren, wobei Methanol (pKs = 16) nur wenig schwächer sauer ist als Wasser und damit eine deutlich höhere Acidität besitzt als höher substituierte Alkohole wie t-Butanol. Deutlich saurer sind Peroxide, Enole und Phenole, die aufgrund ihres mesomeren Effektes die Säurestärke erhöhen. Pikrinsäure ist ein durch die −I- und −M-Effekte der drei Nitrogruppen sehr elektronenarmes Phenol, so dass die Hydroxygruppe mit einem pKs-Wert von 0,3 stark sauer reagiert. Andere elektronenziehende Gruppen wie Carbonyle und Sulfone polarisieren eine benachbarte OH-Bindung so stark, dass das Proton bei diesen Carbonsäuren bzw. Sulfonsäuren sehr leicht abspaltbar wird, was die typisch saure Reaktion dieser Substanzen zur Folge hat. Thiole wiederum sind aufgrund der längeren SH-Bindung deutlich saurer als entsprechende Alkohole, siehe SH-Acidität.